# Pauline Kwalea
Pauline Kwalea (* 29. Februar 1988 in Honiara) ist eine Sprinterin von den Salomonen.
Kwalea vertrat die Salomonen 2008 bei den Olympischen Sommerspielen in Peking. Sie nahm über die 100 m teil und wurde neunte in ihrem Durchgang, was nicht für den zweiten Lauf reichte. Sie lief die Strecke in 13,28 Sekunden.